# Madcon
Madcon é uma banda de pop-hip hop norueguesa formada por Tshawe Baqwa (Kapricon) e Yosef Wolde-Mariam (Critical). Kapricon nasceu na Alemanha de pais sul-africanos, mas cresceu em Oslo. Critical é norueguês de nascimento, mas de origens etíopes e eritreias.
A dupla tornou-se famosa no final de 2008 após o lançamento do single Beggin', que alcançou o primeiro lugar nas paradas da Noruega, Bélgica, Holanda e França. Madcon se apresentou no ato de intervalo do  Festival Eurovisão de 2010 com a canção Glow, cuja apresentação resultou em um grande flashmob realizado em pelo menos uma cidade de cada país participante do festival.

## Discografia
- It's All a Madcon (2004)
- So Dark the Con of Man (2007)
- An InCONvenient Truth (2008)
- Contraband (2010)
- Contakt (2012)